# Cyphanthera myosotidea
Cyphanthera myosotidea ist eine Pflanzenart aus der Gattung Cyphanthera in der Familie der Nachtschattengewächse (Solanaceae), die ausschließlich im südlichen Australien zu finden ist. 

## Beschreibung
Cyphanthera myosotidea ist ein rund wachsender Zwergstrauch mit einer Höhe von bis zu 30 cm und einer Breite von bis zu 45 cm. Seine Zweige sind klebrig, die Laubblätter langgestreckt, elliptisch oder eiförmig und manchmal in der unteren Hälfte plötzlich verjüngt. Sie sind aufsitzend oder nahezu aufsitzend, meist 2 bis 10 mm lang und 1 bis 4 mm, manchmal werden sie aber auch größer. Sie sind mit drüsigen und nichtdrüsigen Trichomen klebrig behaart.
Die Blüten stehen einzeln oder in Gruppen aus bis zu drei Blüten in zymenartigen Blütenständen. Die Blütenstiele sind 1 bis 10 mm lang. Der Kelch ist 2 bis 5 mm lang und behaart. Die Krone ist 6 bis 11 mm lang, auf der Außenseite spärlich behaart und auf der Innenseite papillös. Sie ist weiß gefärbt und mit purpurnen Streifen versehen. Die Kronblätter sind breit elliptisch oder kreisförmig und 2,5 bis 5 mm lang. Die Staubblätter sind 2 bis 5 mm lang und an der Basis behaart.
Die Frucht ist eine kugelförmige bis breit eiförmige Kapsel mit einer Länge von 2,5 bis 4 mm. Die Samen sind etwa 2,5 mm lang.

## Verbreitung und Standorte
Das Verbreitungsgebiet der Art ist auf die subtropische Zone im Süden Australiens beschränkt und reicht vom Nordwesten Victorias über die Murray-Region bis zur Eyre-Halbinsel und den Süden  South Australias. Die Art kommt häufig in sandigen Böden der Mallee vor, oftmals ist sie als Pionierpflanze nach Feuern zu finden.